# Stockholm Calling
Stockholm Calling är en låt av den svenska sångerskan Sophia Somajo, från hennes debutalbum The Laptop Diaries.

## Listplaceringar
| Lista   | List-position |
| ------- | ------------- |
| Finland | 5             |